# 準軍事組織

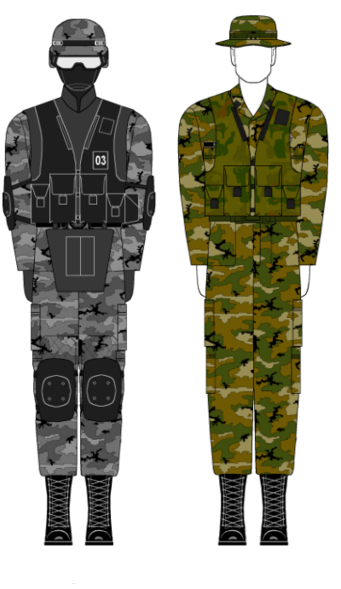

準軍事組織（じゅんぐんじそしき; 英語: Paramilitary、ドイツ語: Paramilitär、フランス語: Paramilitaire）とは、軍隊に準じた組織・装備を備えるがその一部ではない組織のこと。法執行機関や国内軍など公権力の統制下にある組織のほか、軍閥・私兵のような暴力的な非国家主体を指すこともあり、非常に多彩な概念である。

## 概説
準軍事組織は、軍隊と同様の組織・装備を持つ組織を指すが、戦時体制においては軍隊や国防省の指揮系統に編入される場合やノルウェー沿岸警備隊の様に平時から軍隊の一部である場合もあり、軍隊と警察との中間的な位置づけで論じられることも多いものの、軍事力の構成要素としても決して小さいものと言えない。一方で文民警察との境界も曖昧で、SWATのような特殊部隊のことを「準軍事的警察部隊」と称することもあるほか、警察という組織そのものが準軍事組織であると主張する研究者もいる。
領有権の主張に紛争があるなど政治的に微妙な地域や国境などの付近にて、国内に対する警察活動や準軍事作戦を実施するにあたり、軍隊の主力部隊を配置・投入すると、隣国が侵攻を警戒して非難するなど緊張状態を生み出しかねない場合などに準軍事組織を配置し、ある種の緩衝地帯としていることも多い。

## 現存するものの一覧

### 国境警備隊
| - 連邦警察 (ドイツ) - ブルガリア内務省国家国境警察庁 - 欧州国境沿岸警備機関（欧州連合の専門機関） - タイ王国国境警備警察 - 沖縄県警察国境離島警備隊 - 独島警備隊 | - ロシア連邦保安庁ロシア国境軍 - ウクライナ国家国境庁 - ベラルーシ国家国境軍委員会 - キルギス国境庁 |

### 沿岸警備隊
| - アメリカ沿岸警備隊 - イタリア沿岸警備隊 - トルコ沿岸警備隊 - ノルウェー沿岸警備隊 - スウェーデン沿岸警備隊 - オランダ沿岸警備隊 - 欧州国境沿岸警備機関（欧州連合の専門機関） | - インド沿岸警備隊 - グレナダ沿岸警備隊 - 海上保安庁 - 日本 - 海洋警察庁 - 大韓民国 - 海巡署 - 台湾（中華民国） - 中国海警局 - 中華人民共和国 - タイ王国水上警察 - 海上憲兵隊 (フランス国家憲兵隊) |

### 国家憲兵
| - 国家憲兵隊 (フランス) - カラビニエリ - イタリア国家憲兵隊 - オランダ王立保安隊 - グアルディア・シビル - スペイン国家憲兵隊 - ポルトガル共和国国家警備隊 - 欧州国家憲兵隊 - 欧州連合の合同部隊（以上の5ヶ国で発足した） | - ジャンダルマ - トルコ国家憲兵隊 - カラビネーロス・デ・チレ - チリ国家憲兵隊 |

| ソ連構成国時代から内務省指揮下にある軍 - ベラルーシ国内軍 - キルギス国内軍 - タジキスタン国内軍 | - ロシア国内軍 - 2016年からロシア国家親衛隊 - ウクライナ国内軍 - 2014年からウクライナ国家親衛隊 - カザフスタン国内軍 - 2014年からカザフスタン国家警備隊 |

| その他 国軍よりも優位・強力な組織 イスラム革命防衛隊 - イラン 英称が「National Guard」 →詳細は「 en:National Guard 」および「 ナショナル・ガード 」を参照 国民衛兵 - フランス （ フランス革命 時に組織→2016年に復活） 州兵 - アメリカ合衆国 サウジアラビア国家警備隊 ジョージア国家警備隊 キルギス国家親衛隊 英称が「Home Guard」 →詳細は「 郷土防衛隊 」を参照 スウェーデン郷土防衛隊 ノルウェー郷土防衛隊 デンマーク郷土防衛隊 | - アッサム・ライフル部隊 - インド - 中国人民武装警察部隊 - 中華人民共和国 - 中国民兵 - 中華人民共和国 - タイ王国国内治安維持部隊 - 警察特攻隊 - 大韓民国 - 特殊急襲部隊 - 日本 - 朝鮮人民内務軍 - 朝鮮民主主義人民共和国 - 公安部隊 (コスタリカ)（常備軍を廃止している） - GSG-9 - ドイツ - 州防衛軍 - アメリカ合衆国の州 - テキサス州防衛隊 - 海軍民兵 - アメリカ合衆国の州 - ニューヨーク海軍民兵 - バローチスターン州辺境軍団 - パキスタン - パキスタン・レンジャー - パキスタン - メヘラン部隊 - パキスタン - 即応支援部隊 - スーダン |

#### 情報・諜報機関に属する準軍事組織
- 米CIAのSAC（特殊活動センター）
- 英MI6のE Squadron（E中隊）
- 仏DGSEのSA（サービスアクション／行動部門）（フランス語版）
- 露FSBの特殊任務センター、SVRのザスローン部隊、GRUのスペツナズGRUおよび29155部隊
- イスラエルモサドのメトツァダ（特殊作戦部門）
- パキスタンISIのCAD（隠密行動部門）（英語版）

## 政党・政治団体傘下のもの
政情の不安定な国家では政党や政治団体が政敵との抗争や党要人の身辺警護、党関連施設の警備などのために、事実上の「準軍事組織」と言える武力団体（私兵集団）を傘下に組織している場合がある。ヴァイマル共和政時代のドイツの各政党の武力団体が有名である。もし非合法とされた場合は政権側からテロ組織と呼ばれることもある（例：フィリピン共産党の新人民軍）。

### 後に国軍となったもの
- 赤軍 - ボリシェヴィキの政党軍隊であったが、第二次世界大戦後の1946年に、正式に旧ソ連の国軍たるソビエト連邦軍へと移行する。
- 中国人民解放軍 - もともとは中国共産党の政党軍隊であるが、現行憲法（82年憲法）において国家の中央軍事委員会が指揮権を有するものとされた。
- 国民革命軍 - 中国国民党の政党軍隊にして、北伐完了後の1928年以降は中華民国の事実上の国軍であった。第二次大戦後の国共内戦のさなかの1947年、中華民国憲法の制定とともに中華民国国軍へと移行するが、中国共産党に敗北した中華民国は中国大陸の実効支配領域を失陥する。
- ベトナム人民軍 - ベトナム社会主義共和国の国軍にして、ベトナム共産党の政党軍隊。憲法上は元首のベトナム国家主席が形式的な指揮権を持つとされるが、事実上は党中央軍事委員会が最高意思決定機関となっている。
- 黒シャツ隊 - イタリアの国家ファシスト党、後に国軍の一部となる。

### それ以外

#### ヴァイマル共和制
- 突撃隊・親衛隊 - 国民社会主義ドイツ労働者党
- 鉄兜団、前線兵士同盟 - ドイツ国家人民党と同盟を結ぶ組織
- 赤色戦線戦士同盟 - ドイツ共産党
- 国旗団 - ドイツ社会民主党

#### 戦後東ドイツ
- 労働者階級戦闘団 - ドイツ社会主義統一党

#### アイルランド
- アイルランド共和軍